# 李初古拔
李初古拔（?—?），又名李拔，生於北魏，曾任弘農太守。因為其事蹟與唐朝李淵家族先祖李重耳相近，學者陳寅恪推測他就是李重耳。

## 生平
任職弘農太守時，遭柳元景等人率軍進攻，被龐法起俘虜，帶至劉宋。魏太武帝領軍南征時，被救回北魏。